# Булатова, Вера Андреевна
Ве́ра Андре́евна Була́това (Ле́вина; 30 сентября 1915, Москва — 11 декабря 2014, Ташкент) — археолог, востоковед, кандидат исторических наук, автор более 30 научных работ, книг и публикаций по истории и археологии Средней Азии.

## Биография
Родилась в 1915 году в Москве, в Сокольническом районе. Там же окончила неполную среднюю школу. В школе увлеклась древней историей. В 1931 году поступила в Планировочно-геодезический техникум. В 1934 году окончила техникум с дипломом техника-планировщика и поступила на работу в Шестую архитектурно-планировочную мастерскую отдела планировки Моссовета. Познакомилась с будущим мужем, архитектором Митхатом Булатовым, с которым прожила в браке 69 лет. В 1935 году вышла замуж. Её родители, старообрядцы Рогожской общины, не хотели отпускать её замуж за «мусульманина-татарина». 
В 1937 году уехала с мужем в Ташкент по договоренности с «Узпланпроектом». В 1937—1938 годах с мужем работала над генеральным планом Самарканда.
В 1940 году поступила на исторический факультет Среднеазиатского государственного университета (САГУ) в Ташкенте со специализацией на кафедре археологии Средней Азии, которой заведовал Михаил Массон. Училась у Николая Маллицкого, Александра Семёнова, Льва Ошанина, Галины Пугаченковой, Сергея Замятнина. Слушала лекции эвакуированных учёных Евгения Косминского, Бориса Грекова, Александра Якубовского, Бориса Виппера и Ильи Петрушевского. В 1945 году закончила САГУ. В 1946—1949 году была аспирантом в САГУ, занималась темой «Поздние поселения и города Южной Туркмении» у научного руководителя Галины Пугаченковой. С 1946 года работала в Южно-Туркменской археологической комплексной экспедиции (ЮТАКЭ), которой руководил Михаил Массон, каждую осень выезжала на полевые работы в Туркмению: Старую и Новую Нису, Анау, Пештак (Абиверд) и несколько памятников в долине Амударьи. Первой работой было вскрытие винохранилище в Нисе, где были обнаружены остраконы с парфянскими надписями. Затем с Сергеем Адриановичем Ершовым расчищала угловую башню Старой Нисы. Вела обмеры и зарисовки жилья и оборонительных сырцовых башен-дингов (туркм. diň) в Багире и окрестностях.
В 1947 году 13-м отрядом ЮТАКЭ по изучению туркменских поселений и жилищ XVIII—XIX вв. в составе археолога археолога Веры Булатовой (Левиной) и архитектора Б. В. Дмитровского было исследовано по́зднее городище Анау, а в 1948 году — городища Пештак, Хивеабад в Каахкинском районе Туркмении и было продолжено в селении Багир изучение старых «кала» (укреплённых байских усадьб, туркм. gala, гала — крепость, цитадель от араб. قلعة‎). На средневековом городище Пештака сделали глазомерную съемку, собрали подъемный материал XII—XV вв. В Хивеабаде, городище XVIII века собрали подъемный материал. Катастрофическое Ашхабадское землетрясение в 1948 году застало её в Нисе, помогала в разборе завалов сотрудникам Института истории Академии наук Туркменистана. В 1949 году Вера Булатова с Борисом Дмитровским (отряд №13 ЮТАКЭ) продолжили обследования поселений и городов Южной Туркмении. Графический и опросной материал по жилью и поселениям туркмен Ахала, Атека, Марыйской области, Приамударьинского района вошел в состав II и III томов ЮТАКЭ и стал основой диссертации Веры Булатовой.
В 1950—1957 гг. работала научным сотрудником Специальных научно-реставрационных мастерских при Управлении по делам архитектуры Министерства культуры Узбекской ССР, изучала историю сложения средневековых памятников архитектуры Хивы, Бухары, Самарканда, Шахрисабза, Термеза, Ташкента. Ею проведены первые археологические раскопки средневекового арка Ичан-Калы, мавзолеев Алаутдина-бобо, Уч-авлия, обследование памятников в Хорезмской области. Результаты этих работ отражены в книге «Архитектурные памятники Хивы» и монографии «Памятники зодчества Хорезма». Ей принадлежат первые сведения об истории возведения медресе Улугбека, Кукельдаш, Мири Араб, торгового купола Тельпакфурушон, мечети Зайнутдина в Бухаре. Занималась раскопками комплекса мавзолеев Шахи Зинды, ансамбля Гур-Эмир, площади Регистан и трёх медресе этой площади (Улугбека, Шердор, Тилля-Кари) в Самарканде. Ею собраны археологические сведения о мавзолеях Шахрисабза, Термеза. Провела исследования в зоне благоустройства вокруг мавзолея Ходжа Ахмада Яссави в Туркестане (Казахстан). Исследовала памятники средневекового зодчества Ташкента, делала шурфы и небольшие раскопки у мавзолеев Зайнаддина-бобо (Арифон), Мухаммада Каффаль Шаши, Юнус-хана, шейха Хавенди Тахура, медресе Барак-хан, Кукельдаш. Собирала сведения по исторической топографии Ташкента. Опубликовала путеводитель по медресе Тилля-Кари, сведения о раскопках южной городской стены городища Афрасиаб, медресе и мавзолеев Ташкента и Хорезмской области.
В 1957—1975 гг. работала старшим научным сотрудником Института истории и археологии Академии наук Узбекистана. Участвовала в раскопках поселения Кызылкыр в Бухарской области в составе экспедиции под руководством Яхъи Гулямова. Исследовала раннесредневековое городище Кува и её окрестности в Ферганской долине. В составе Узбекистанской археологической экспедиции АН УзССР проводила полевые работы в 1956—1959 гг. совместно с Х. Мухамедовым на северо-западной башне цитадели Кувы. В 1959—1969 гг. руководила работами по археологическому исследованию небольшого холма севернее основного городища Кувы с жилым кварталом VII века. Было вскрыто 80 помещений, пять улиц, площадь и западный пандус, выходящий на дорогу — дамбу. В 1958—1959 годах отрядом, начальником которого была Вера Булатова, на холме были вскрыты буддистский храм и святилище. В 1968—1969 годах отрядом, начальником которого была Вера Булатова, были закончены раскопки храма вскрытием входной группы помещений, завершавших  двор храма. Расчищены также фрагменты статуй заседланных лошадей и сопровождавших их воинов. В X веке пределы рабадов Кувы сдвинулись на юг и юго-запад и холм с храмом и жилым комплексом VII в., разрушенный арабами в ходе арабского завоевания Средней Азии, превратился к этому времени в кладбище. Археологические вскрытия и графическая фиксация некрополя X—XI вв. в Куве велись Верой Булатовой и Д. П. Вархотовой. В 1959—1970 гг. Вера Булатова проводила исследования плотно заселённых кварталов на юге и западе средневековой Кувы, среди которых отмечено крупное производство сфероконических сосудов «симоб-кузача» («сфероконусов»). В 1964—1965 гг. в связи с установлением новых границ Кувинского района Ферганской области Узбекской ССР Верой Булатовой и Д. П. Вархотовой были проведены новые обследования с целью фиксации памятников на плане района, глазомерной съемки их планов и установления датировок с помощью зачисток, разведочных шурфов и раскопок. В 1965 году Вера Булатова и Д. П. Вархотова продолжили раскопки на цитадели Кувы и заложили траншею на её восточном краю. В 1970 году Верой Булатовой на западном крае цитадели Кувы для уточнения стратиграфии была заложена траншея размером 15,5×4 м. Результаты этой работы Вера Булатова отразила в монографии «Древняя Кува» в 1972 году, посвящённой одному из наименее изученных периодов истории материальной и городской культуры Средней Азии VII—VIII вв..
В 1967 году, в связи с сильным землетрясением (1966) и последующим восстановлением Ташкента, для археологического мониторинга городских новостроек создаётся Ташкентский археологический отряд под руководством Веры Булатовой (1967—1968, 1971—1974/1975). В первые годы были намечены границы городища Бинкета, скрытого под старогородской застройкой. Исследованиями научного коллектива были охвачены практически все археологические памятники на территории Ташкента. Среди них — Казахмазартепа на территории современного 13-го квартала ташкентского массива Чиланзар, Ханабадтепа. Вера Булатова вышла на пенсию в 1975 году.
Стала одним из автором монографии «Памятники зодчества Ташкента XIV - XIX вв. : 2000-летию Ташкента посвящается», опубликованной в 1983 году. В монографии освещает историю Ташкента, используя и обобщая материалы многолетних исследований города.
Благодаря усилиям Веры Булатовой была издана книга «Космос и архитектура» к 100-летию со дня рождения доктора архитектуры, академика М. С. Булатова.
Умерла 11 декабря 2014 года в Ташкенте.

## Семья
Супруг — Митхат Сагатдинович Булатов (1907—2004), архитектор, историк архитектуры, доктор архитектуры (1975). Заслуженный строитель Узбекской ССР (1970), в 1940—1962 годы главный архитектор Ташкента. Автор генерального плана Самарканда (1937—1938), Ферганы, Коканда и Кагана, генерального плана реконструкции Ташкента (1952—1954), административных и общественных зданий в Ташкенте и Самарканде. С 1992 года почётный член Международной академии архитектуры.

## Сочинения
- Архитектура туркменского народного жилища / В. А. Левина, Д. М. Овезов, Г. А. Пугаченкова. — М.: Гос. изд-во лит. по стр-ву и архитектуре, 1953. — С. 6. — 82 с. — (Труды Южно-Туркменской археологической комплексной экспедиции/ Акад. наук Туркм. ССР. Под ред. проф. М. Е. Массона; Т. 3). (соавтор)
- Архитектурные памятники Хивы : (Путеводитель) / В. А. Булатова, И. И. Ноткин ; М-во культуры УзССР. Глав. упр. по охране памятников материальной культуры и музеев. — Ташкент: Госиздат УзССР, 1963. — 86 с. (соавтор)
- К истории сложения ансамбля Шах-и-Зинда в XV в. // Из истории эпохи Улугбека : [Сборник статей] / В. А. Булатова ; Акад. наук УзССР. [Ин-т востоковедения им. Бируни] ; [Отв. ред. д-р филол. наук А. К. Арендс]. — [Ташкент]: Наука, [1965]. — 378 с. (соавтор)
- Древняя Кува / В. А. Булатова ; АН УзССР. Ин-т археологии. — Ташкент: Фан, 1972. — 95 с.
- Древний Ташкент / канд. ист. наук В. А. Булатова, Д. Г. Зильпер, М. И. Филанович и др. ; [Отв. ред. канд. ист. наук И. Ахраров] ; АН УзССР. Ин-т археологии. — Ташкент, Фан. — Т. 1973. — 144 с. (соавтор)
- Памятники зодчества Хорезма / Л. Ю. Маньковская, В. А. Булатова. — Ташкент: Изд-во лит. и искусства, 1978. — 190 с. (соавтор)
- Мечети Джума и Богбонли : Хива / В. А. Булатова. — Ташкент: Узбекистан, 1979.
- Памятники зодчества Ташкента XIV - XIX вв. : 2000-летию Ташкента посвящается / В. А. Булатова, Л. Ю. Маньковская. — Ташкент: Изд-во лит. и искусства, 1983. — 143 с. (соавтор)
- Самарканд : Музей под открытым небом : [Фотоальбом] / [вступ. ст. В. А. Булатовой, Г. В. Шишкиной; сост. и авт. поясн. текстов и подписей Ртвеладзе Л. Л.; фото Н. А. Василькина]. — Ташкент: Изд-во лит. и искусства им. Гафура Гуляма, 1986. — 247 с. (соавтор)
- Ютакинские страницы // 2004-2006: Центральная Азия в прошлом и настоящем / Под ред. Р. Г. Мурадова. — СПб.: Филологический факультет СПбУ, 2008. — С. 158—165. — 256 с. — (Культурные ценности. Международный ежегодник).